# Ardisia austin-smithii
Ardisia austin-smithii är en viveväxtart som beskrevs av Cyrus Longworth Lundell. Ardisia austin-smithii ingår i släktet Ardisia och familjen viveväxter. Inga underarter finns listade i Catalogue of Life.